# 第44回全国高等学校ラグビーフットボール大会
第44回全国高等学校ラグビーフットボール大会（だい44かいぜんこくこうとうがっこうラグビーフットボールたいかい）は、1965年（昭和40年）1月1日から9日まで近鉄花園ラグビー場で行われた全国高等学校ラグビーフットボール大会である。優勝校は、秋田県の秋田工業高校（12回目の優勝)。

## 日程
- 1月1日 1回戦
- 1月3日 2回戦
- 1月5日 準々決勝
- 1月7日 準決勝
- 1月9日 決勝

## 出場校
- 北北海道 帯広農 （初出場）
- 南北海道 函館工 （初出場）
- 東奥羽 黒沢尻工（岩手県） （初出場）
- 西奥羽 秋田工（秋田県） （2年連続30回目）
- 南東北 宮城水産（宮城県） （初出場）
- 東関東 作新学院（栃木県） （初出場）
- 北関東 熊谷商工（埼玉県） （3年連続4回目）
- 南関東 市銚子（千葉県） （初出場）
- 東京都 京王 （5年連続6回目）
- 東京都 成蹊 （初出場）
- 神奈川 慶應 （13年連続23回目）
- 北陸 富山工（富山県）  （3年連続5回目）
- 東中部 下伊那農（長野県） （初出場）
- 愛知 西陵商  （3年連続8回目）
- 三岐 岐阜工（岐阜県） （2年連続4回目）
- 京滋 花園（京都府） （初出場）

- 大阪府 四条畷 （2年連続8回目）
- 大阪府 淀川工 （2年連続5回目）
- 兵庫 報徳学園 （2年連続3回目）
- 奈良 天理 （10年連続22回目）
- 和歌山 和歌山商 （3年ぶり5回目）
- 東中国 津山工（岡山県） （初出場）
- 西中国 山口農（山口県） （4年連続4回目）
- 北四国 松山商（愛媛県） （10年ぶり3回目）
- 南四国 美馬商工（徳島県） （3年連続3回目）
- 福岡県 福岡電波 （3年ぶり2回目）
- 福岡県 福岡工 （5年連続9回目）
- 西九州 竜谷（佐賀県） （2年連続4回目）
- 熊本 熊本工 （14年連続15回目）
- 大分 大分舞鶴 （2年ぶり7回目）
- 南九州 都城工（宮崎県） （2年連続2回目）
- 前年度優勝校:保善（東京都） （12年連続16回目）

## 試合時間
全試合25分ハーフ。同点の場合は抽選にて次回進出校を決める。

## 試合

### 1回戦
- 美馬商工 16 - 6 成蹊
- 天理 23 - 0 作新学院
- 大分舞鶴 9 - 3 宮城水産
- 慶應 13 - 0 福岡工
- 黒沢尻工 8 - 6 報徳学園
- 熊本工 9 - 5 帯広農
- 四条畷 14 - 0 銚子
- 京王 27 - 0 松山商

- 福岡電波 22 - 0 函館工
- 岐阜工 16 - 3 竜谷
- 秋田工 21 - 0 津山工
- 保善 30 - 0 和歌山商
- 淀川工 18 - 0 富山工
- 山口農 31 - 0 下伊那農
- 西陵商 29 - 3 都城工
- 花園 21 - 3 熊谷商工

### 2回戦
- 天理 24 - 3 美馬商工
- 慶應 18 - 3 大分舞鶴
- 黒沢尻工 12 - 0 熊本工
- 四条畷 5 - 0 京王

- 福岡電波 17 - 0 岐阜工
- 秋田工 8 - 0 保善
- 淀川工 12 - 3 山口農
- 花園 18 - 5 西陵商

### 準々決勝
- 天理 9 - 8 慶應
- 黒沢尻工 8 - 0 四条畷

- 秋田工 8 - 3 福岡電波
- 花園 9 - 8 淀川工

### 準決勝
- 天理 8 - 3 黒沢尻工
- 秋田工 6 - 3 花園

### 決勝
秋田工が4年ぶり12回目の優勝を果たした。
- 秋田工 6 - 3 天理